# 小幡城

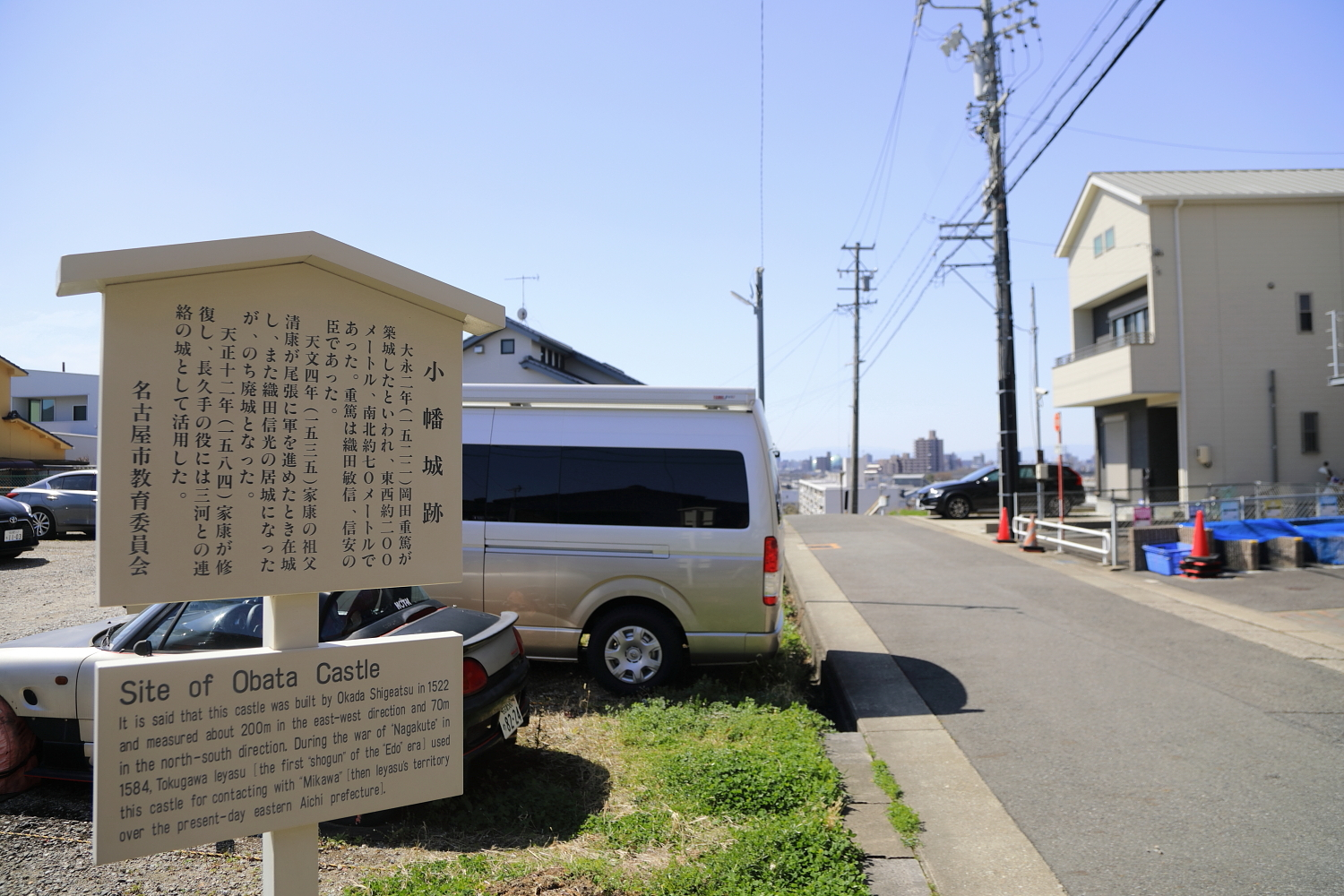
案内板
（2023年（令和5年）3月）

小幡城（おばたじょう）は、愛知県名古屋市守山区西城付近にあった城。

## 概要
小幡城は、名古屋市立西城小学校の東にある高台に築かれていた。

## 歴史
- 大永2年（1522年）岡田重篤によって築かれ居城としたと云われるが、その後間もなく星崎城を築き、居城を移した。
- 天文4年（1535年）三河岡崎城主松平清康が尾張に侵攻するが、この守山の地で家臣の阿部弥七郎に暗殺された。

これが「森山崩れ」で、三河統一を目前にした清康の死により、多くの三河の国人が松平氏から離反してその勢力は大きく後退した。
この事件後、小幡城は、織田信秀の弟・織田信光が城主となる。
- 弘治元年（1555年）那古野城で織田信光が不慮の死を遂げ、小幡城は一時廃城となった。
- 天正12年（1584年）小牧・長久手の戦いにおいて徳川家康は三河との連絡路を保つため、この城を修築し本多広孝に守備させた。

家康は池田恒興・森長可率いる豊臣方の別働隊を破った後、小幡城に入城した。
その後、別働隊の救援のために豊臣秀吉の本隊が龍泉寺城に駆けつけたが、その時、家康は小牧山城の本陣に戻った後だった。
豊臣方は小幡城を徹底的に焼き払ったといわれる。この戦いの後、小幡城は再び廃城となった。

## 規模
東西約200メートル、南北約70メートル。
標高28.5メートル。

## 遺構
複郭の城であったが、現在は宅地となっていて明瞭な遺構は残っていない。
高台にある駐車場に城郭の案内板が設置されている。
眺めがよい。。

## 周辺

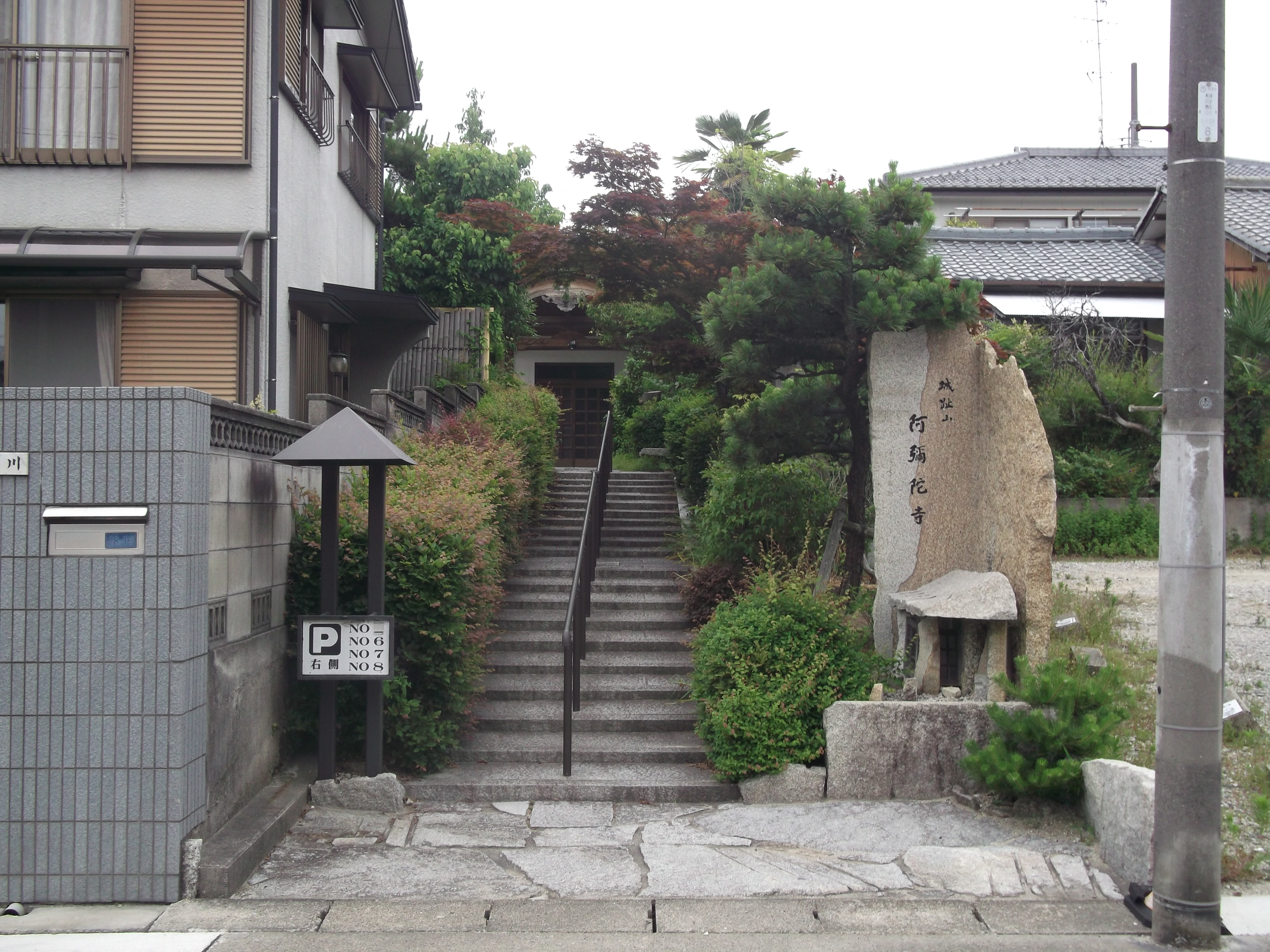
近くに所在する阿弥陀寺
（2014年（平成26年）6月）

### 学校
- 名古屋市立西城小学校

### 寺院
- 阿弥陀寺

## 交通アクセス

### 鉄道
- ゆとりーとライン：川宮駅南東へ徒歩13分
- 名鉄瀬戸線：小幡駅北へ徒歩16分
- 中央本線：新守山駅東へ徒歩23分
- 名古屋市営バス：西城バス停西へ徒歩3分